# Піколезна тонкодзьоба
Піколе́зна тонкодзьоба (Xenops tenuirostris) — вид горобцеподібних птахів родини горнерових (Furnariidae). Мешкає в Амазонії і на Гвіанському нагір'ї.

## Опис

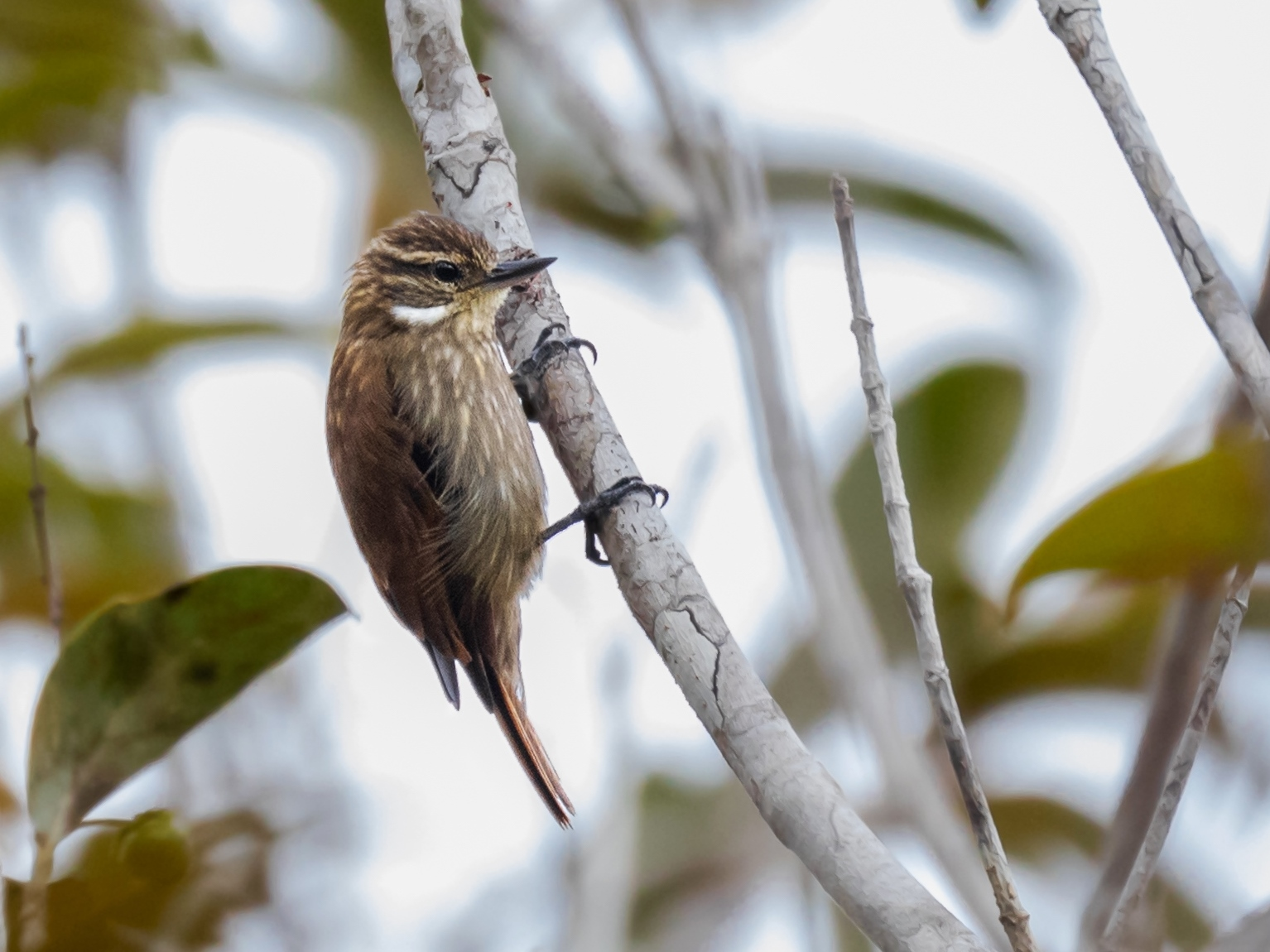
Тонкодзьоба піколезна

Довжина птаха становить 10 см, вага 9-11 г. Голова темно-коричнева, над очима білі "брови". на щоках білі "вуса". Верхня частина тіла рудувато-коричнева, нижня частина тіла оливково-коричнева, сильно поцяткована білими смужками. На хвості дві темні смуги. Дзьоб вузький, загострений. Виду не притаманний статевий диморфізм.

## Підвиди
Виділяють три підвиди:
- X. t. acutirostris Chapman, 1923 — південно-східна Колумбія (на південь від Какети і Ваупеса), південна Венесуела (південь Амасонасу, Болівар), захід Гаяни, схід Еквадору і північний схід Перу;
- X. t. hellmayri Todd, 1925 — Суринам, Французька Гвіана і крайня північ Бразилії;
- X. t. tenuirostris Pelzeln, 1859 — південний схід Перу, північ Болівії і захід Бразильської Амазонії (на південь від Амазонки, на схід до південно-західної Пари).

## Поширення і екологія
Тонкодзьобі піколезни мешкають в Колумбії, Еквадорі, Перу, Болівії, Бразилії, Венесуелі, Гаяні, Суринамі і Французькій Гвіані. Вони живуть в кронах вологих рівнинних і заболочених тропічних лісів, на узліссях, в галерейних лісах і на болотах. Зустрічаються на висоті до 600 м над рівнем моря, переважно на висоті до 1500 м над рівнем моря.